# Chung Do Kwan
Chung Do Kwan: ("estilo de la ola azul") es el primero de los ocho estilos tradicionales del taekwondo. Este estilo fue fundado en Corea del Sur en el año 1944 por el gran maestro Lee Won-kuk.
Este estilo se creó con una filosofía de unificar el cuerpo y la mente, dando gran importancia a la última, ya que se fundamenta que esta domina el cuerpo y por lo tanto se puede lograr un mayor rendimiento personal, como además llegar a ser un gran exponente marcial. El estilo también considera muy importante la perseverancia y constancia que debe tener cada discípulo.
Chung Do Kwan literalmente significa estilo de la ola azul, simbolizando el espíritu y la vitalidad de los más jóvenes. Pero su real significado va más allá de su traducción literal, ya que busca formar personas de bien y el engrandecimiento personal de cada alumno.
El presidente de la Chung Do Kwan de Corea es el Grandmaster Woon Kyu Uhm, 10º Dan, quien además es el presidente de la Asociación Coreana de Tae Kwon Do y vicepresidente de la Kukkiwon, casa Mundial de Tae Kwon Do, ubicada en Seúl Corea del Sur. El vicepresidente de la Chung Do Kwan en Corea es el Grandmaster Hae Man Park, 10º Dan, quien además es Director técnico en Kukkiwon y creador de los pumse. Es por eso la gran importancia y respaldo mundial que cuenta el estilo Chung Do Kwan.
El Gran Máster Óscar Tajes 9dan y advisor de Kukkiwon en sur América es el más grande representante de Chung Do Kwan  en América Latina. 